# Juan Ramírez de Arellano el Mozo
Juan Ramírez de Arellano el Mozo (Berbinzana, 1358 - m. batalla de Aljubarrota, 14 de agosto de 1385). Fue un ricohombre castellano y navarro de la familia Arellano, y era hijo de Juan Ramírez de Arellano el Noble, I señor de los Cameros, y de su esposa Venancia de Branc.
Fue señor de las villas de Dicastillo, Valtierra, Arriazu y Mendinueta, y Luis de Salazar y Castro lo elogió y afirmó que fue «uno de los señores de mayor estimación y virtud de su tiempo».

## Orígenes familiares
Era hijo de Juan Ramírez de Arellano el Noble, mariscal de Navarra, señor de los Cameros, y de su esposa Venancia de Branc, y por parte paterna era nieto del ricohombre Ramiro Sánchez de Arellano, señor de Arellano, Allo, Ujué y Valtierra, y de Elvira Aznárez, señora de Berdún y Esco y conocida en su tiempo en Aragón como la «ricahembra» de aquel reino, ya que según algunos autores, aunque otros no lo mencionan, fue señora de Castilnovo y Novales.
Y aunque se desconoce de quién era nieto por parte materna, la mayoría de los genealogistas afirmaron que su madre, Venancia de Branc, pertenecía a la familia de los condes de Armañac, y el cronista portugués Fernão Lopes, como señaló Salazar y Castro, la llamó en su Crónica de el-rei D. João I «madama Venezeana», y afirmó que fue «ama» o aya del rey Juan I de Castilla, que confiaba mucho en ella y la apreciaba. Y Máximo Diago Hernando señaló que la madre de Juan Ramírez el Mozo se llamaba Venecia de Branc y que estuvo al servicio de la reina Leonor de Sicilia, esposa del rey Pedro IV de Aragón.

## Biografía

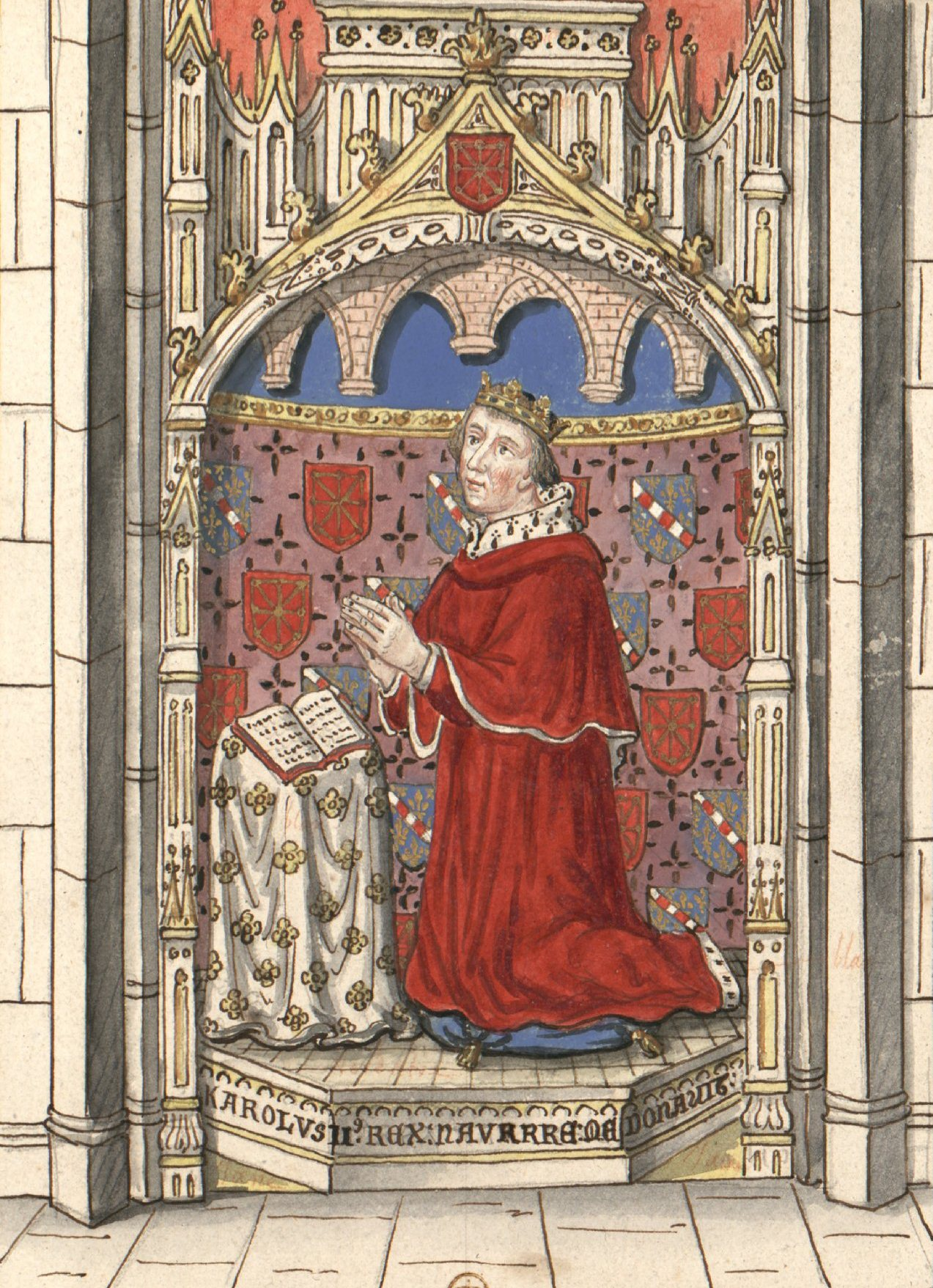
Miniatura medieval que representa al rey Carlos II de Navarra.

En el Diccionario de Antigüedades del Reino de Navarra su autor Yanguas y Miranda, en la entrada dedicada a su padre afirma que «en 1358 el infante D. Luis, gobernador del reino por su hermano el rey D. Carlos 2º, ofreció dos tazas de plata dorada en el bautismo del hijo del noble Juan Ramírez de Arellano, en Berbinzana: caj. 13, n. 86.» Siendo ya su padre mariscal del reino de Navarra y señor de Allo, en 1365, se hizo ricohombre de Navarra a su hijo, recibió poco después las villas de Arellano y Subiza.»
Pero hay constancia de que cuando en 1364 los reyes de Navarra y de Aragón firmaron un acuerdo de paz y de alianza, el tratado de Sos, el padre de Juan Ramírez fue «el primero» de los ricohombres de Navarra, como señaló Salazar y Castro, que el monarca aragonés solícito que jurasen el mencionado tratado al igual que su hermano Pedro Ramírez de Arellano, que era tío carnal de Juan. Y para mayor seguridad de que el acuerdo sería respetado, el rey Carlos II de Navarra entregó algunos rehenes al rey Pedro IV de Aragón, y uno de ellos fue Juan Ramírez el Mozo, según González Crespo, aunque otros autores señalaron que «los hijos» de Juan Ramírez fueron entregados como rehenes en aquella ocasión, al igual que un hijo del infante Luis de Navarra y que los hijos de Martín Enríquez de Lacarra, señor de Ablitas.
Y el 13 de abril de 1365 el rey Carlos II de Navarra nombró ricohombre de Navarra a Juan Ramírez el Mozo y le concedió además seis caballerías de 20 libras de carlines prietos cada una procedentes de los derechos e impuestos o pechas que se recaudaran para el rey en la villa de Sesma.
Juan Ramírez contrajo matrimonio, en algún momento comprendido entre los años 1366 y 1375, con Teresa Manrique, que era hija de Garci II Fernández Manrique de Lara, señor de Amusco y adelantado mayor de Castilla, y de Teresa Vázquez de Toledo, su segunda esposa. Y conviene señalar que la esposa de Juan Ramírez fue señora, entre otras muchas villas, de Fuente Muño, Renedo, Agüero, Villarmentero, Santillana, Lerones, Villanueva de los Asnos, Villaedraz, San Román de la Cuba, Abastas y Villasarracino, aunque también poseía algunas heredades en Santillana y Paredes, la mitad de la villa de Vilodavir, el cortijo de Scaldamiela, y los solares de Castromocho y Becerril.

En 1375 falleció Gómez Manrique, arzobispo de Toledo, y tanto él como los miembros de su linaje habían ayudado enormemente a que Enrique II de Castilla, el fundador de la dinastía Trastámara, llegara al trono. Y el conflicto que se originó por su sucesión en el arzobispado de Toledo, como señaló Julio Valdeón Baruque, fue muy grave, aunque al final ocupó la sede Pedro Tenorio, que hasta entonces había sido obispo de Coímbra y llegaría a ser, como señaló ese autor, uno de los personajes clave de la «prerreforma castellana».

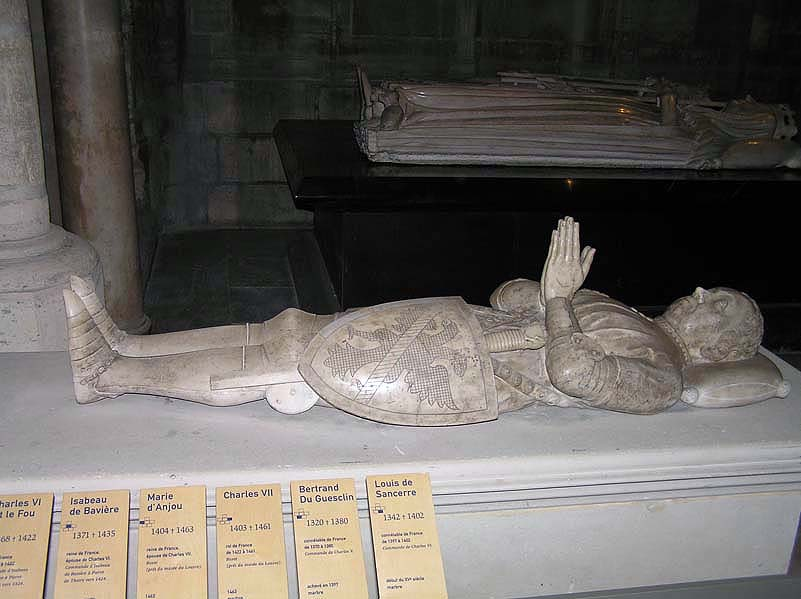
Cenotafio del condestable Bertrand du Guesclin en la Basílica de Saint-Denis, Francia.

Sin embargo, conviene señalar que cuando el arzobispo Gómez Manrique estaba a punto de morir, aconsejó expresamente que su sobrino, Juan García Manrique, no fuera elegido arzobispo de Toledo, y el cabildo catedralicio toledano, fundándose en dicha recomendación, eligió como titular de la sede toledana a su deán, Pedro Fernández Cabeza de Vaca. Sin embargo, el rey Enrique II cuestionó la legalidad de esa elección capitular y protestó ante el papa Gregorio XI solicitando que la anulara, y ello fue debido a la influencia que ejerció sobre el monarca, como señaló González Crespo, Juan Ramírez de Arellano el Mozo, que por su matrimonio con Teresa Manrique era cuñado del obispo Juan García Manrique.

Y en 1375 Juan Ramírez el Mozo fue un rehén en poder del célebre condestable de Francia Bertrand du Guesclin, a quien el rey Enrique II le adeudaba una suma de 40.000 francos por haberle comprado el señorío de Molina de Aragón y la ciudad de Soria, que el mismo monarca había concedido anteriormente a Bertrand du Guesclin como recompensa por su apoyo durante la Guerra Civil Castellana. Y para satisfacer esa deuda de 40.000 francos, el rey le entregó como rehenes a Juan Ramírez el Mozo, a Pedro Gómez de Talamanca, hijo de Gómez García de Talamanca, y a Isabel de Villegas, hija de Pedro Fernández de Villegas, que era el tesorero del monarca castellano, y en enero de 1375 los rehenes y los procuradores de Bertrand du Guesclin llegaron al reino de Aragón, tras haber obtenido un salvoconducto del rey Pedro IV, y en marzo de ese mismo año esos procuradores hicieron público un escrito por el que quedaron obligados a conceder la libertad a esos rehenes en el momento en que el condestable du Guesclin hubiera recibido los 40.000 francos de oro que se le adeudaban y otras cantidades «de alimentos» que el rey Enrique II le adeudaba.

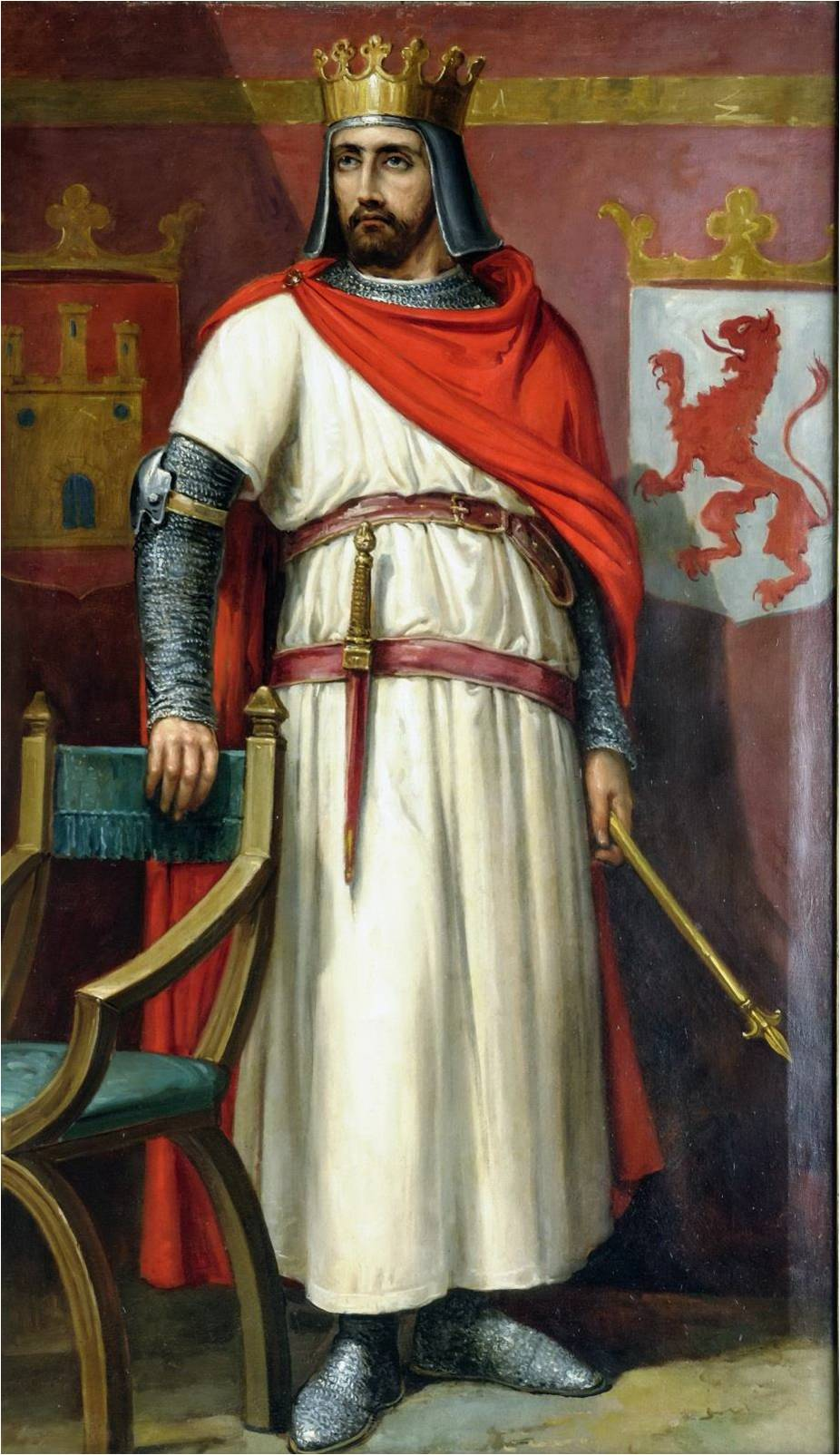
Retrato imaginario de Enrique II de Castilla por José María Rodríguez de Losada (Ayuntamiento de León).

Y poco después Juan Ramírez el Mozo y los otros dos rehenes quedaron en poder de dos procuradores de Lope Fernández de Luna, arzobispo de Zaragoza, aunque el heredero del señor de los Cameros quedó a cargo del rey Pedro IV de Aragón, que a su vez ordenó que fuese custodiado por un alguacil en la ciudad de Zaragoza, pero al poco tiempo logró huir y el rey Pedro IV, que era el responsable de su custodia, tuvo que entregar al condestable Bertrand du Guesclin la suma de 15.000 francos de oro, y los bienes que el señor de los Cameros poseía en el reino de Aragón fueron confiscados por Pedro IV tras la huida de su hijo.
Y a pesar de que Enrique II, movido por la influencia de su hijo, solicitó a Pedro IV que le devolviese al señor de los Cameros las posesiones que le había arrebatado en Aragón, el monarca aragonés se negó a hacerlo argumentando que Juan Ramírez el Mozo había tenido una conducta «desleal» al escapar, y que por su culpa había tenido que entregar al condestable 15.000 francos de oro, y al mismo tiempo comunicó al monarca castellano que si deseaba realmente que a Juan Ramírez de Arellano se le restituyeran sus posesiones aragonesas debería intentar que Juan Ramírez el Mozo, que entonces se hallaba en Castilla, retornase a la prisión de la que logró escapar.
Sin embargo, en los primeros días de octubre de 1377, y sin que haya conocimiento exacto de los motivos que le empujaron a hacerlo, el rey Pedro IV de Aragón devolvió al señor de los Cameros todos los bienes que le había confiscado en su reino y envió sendas cartas a los monarcas de Navarra y de Castilla comunicándoles la noticia e indicándoles a ambos que gracias a sus ruegos había accedido a devolverle esos bienes a Juan Ramírez de Arellano. Y Diago Hernando señaló que aunque se desconocen con certeza las razones que impulsaron a Pedro IV a actuar con tanta magnanimidad, tal vez ese hecho estuvo vinculado con la circunstancia de que:

Para aquellas fechas se había producido algún avance en las negociaciones con Bertrand du Guesclin, que habría permitido dejar satisfechas las reclamaciones del Ceremonioso, por lo que como consecuencia este habría dejado de sentirse apremiado por la necesidad de recuperar el control sobre la persona de Juan Ramírez de Arellano, el mozo.

Y además está documentado que a lo largo del año 1377 el rey Enrique II de Castilla entregó grandes sumas de dinero al condestable Bertrand du Guesclin para satisfacer las deudas que tenía con él y para que concediera la libertad a los rehenes que aun estaban en su poder, y en opinión de Diago Hernando Enrique II probablemente intentó compensar en esa época al rey Pedro IV de Aragón para resarcirle por los 15.000 francos de oro que había tenido que entregar cuando Juan Ramírez «el Mozo» escapó de Zaragoza.

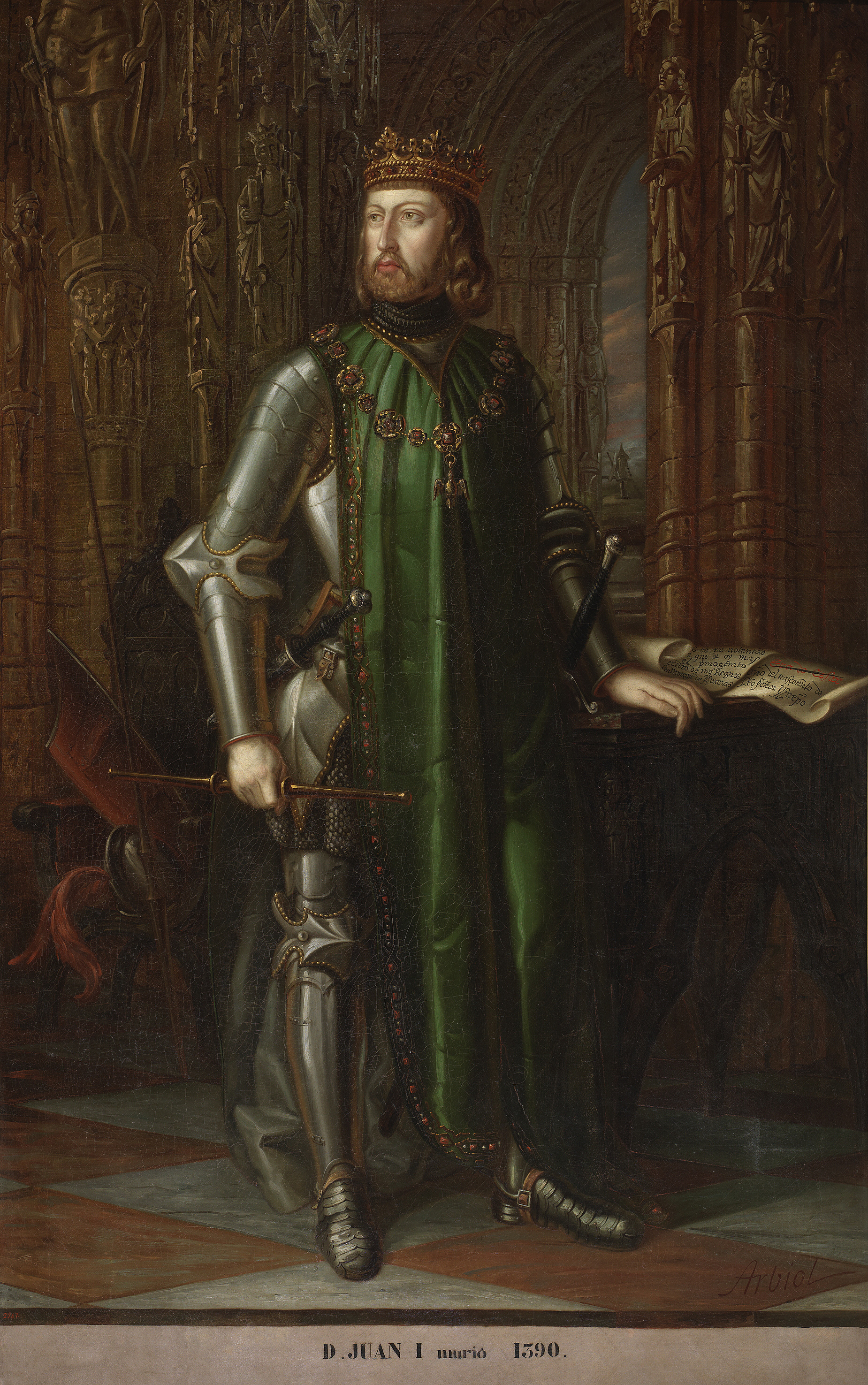
Retrato imaginario de Juan I de Castilla por Vicente Arbiol y Rodríguez, 1848 (Congreso de los Diputados de España).

El 16 de marzo de 1376 el rey Carlos II de Navarra le entregó a Juan Ramírez el Mozo la villa de Valtierra y su castillo junto con su señorío, bailiazgo, hornos, molinos y demás tributos. Y Carlos II también le concedió a Juan Ramírez, mediante un privilegio otorgado en Pamplona el 20 de abril de 1377, las villas de Mendinueta y Arriazu, aunque todas esas concesiones no impidieron, como subrayó Salazar y Castro, que Juan Ramírez acompañara al infante Juan de Castilla cuando invadió Navarra con un ejército en 1378, y el padre José de Moret, como señaló González Crespo, afirmó en sus Annales del reyno de Navarra que:

Algunos caballeros navarros, de quienes el Rey don Carlos había hecho particular confianza, no le correspondieron como esperaba. Porque se ladearon con sobrada infidelidad al Rey de Castilla en guerra que con él traía, especialmente Juan Ramírez de Arellano, el Mozo, con la circunstancia de haberle hecho nuestro Rey don Carlos la honra de ser padrino de su hijo don Carlos de Arellano, que se bautizó en Viana, dándole su nombre, el título de ricohombre de Navarra y las pechas de Sesma, y habiendo tomado ahora en Pamplona sueldo del Rey para sí y para su gente, le negó el servicio.

Y Diago Hernando señaló que cuando estalló la guerra entre Castilla y Navarra, los Ramírez de Arellano no lograron proseguir con su política de «difícil equilibrio» que les había permitido hasta entonces servir a los dos reyes simultáneamente, y al final optaron por apoyar, como señaló dicho historiador, al rey Enrique II de Castilla, pues tal vez supusieron que en aquella coyuntura el servicio a este último monarca les reportaría mayores beneficios tanto a ellos como a los miembros de su familia. Pero en el reino de Navarra el apoyo prestado por el señor de los Cameros a los castellanos fue calificado de «grave traición», por lo que todas sus posesiones allí fueron confiscadas por orden del rey Carlos II de Navarra, aunque conviene señalar que el hermano del señor de los Cameros y tío de Juan Ramírez el Mozo, Ramiro Sánchez de Arellano, fue excluido de esa confiscación y conservó sus posesiones en ese reino.

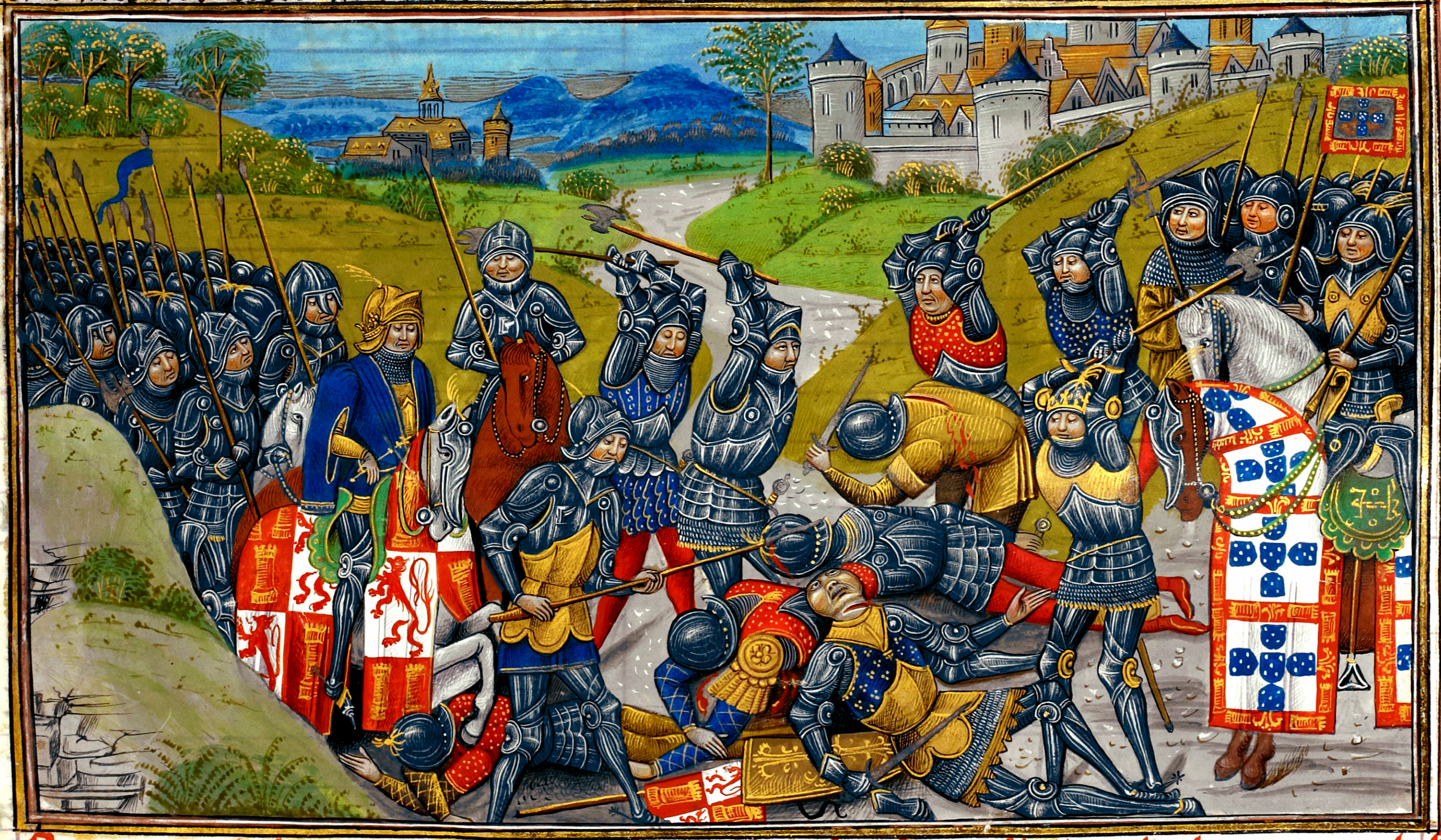
Miniatura medieval que representa la batalla de Aljubarrota, librada en 1385.

En 1383, durante la Guerra luso-castellana, acompañó al rey Juan I de Castilla cuando invadió el reino de Portugal, y en una escaramuza que se desarrolló durante el asedio de Lisboa por los castellanos, Juan Ramírez fue hecho prisionero por los portugueses. Y poco después los castellanos apresaron a Diego López Pacheco, señor de Béjar, cuando tomaron Almada el 1 de agosto de 1384, y a pesar de que ese noble había recibido heredades en Castilla, como el señorío de Béjar, deseaba unirse al bando del maestre de Avis, por lo que este último solicitó a los castellanos la libertad del señor de Béjar a cambio de la de Juan Ramírez el Mozo. Y a pesar de que a los portugueses no les agradaba ese canje, al final el heredero del señorío de los Cameros consiguió recuperar la libertad y continuó acompañando a Juan I de Castilla en el asedio de Lisboa.
Juan Ramírez de Arellano murió en la batalla de Aljubarrota, librada el 14 de agosto de 1385, junto con numerosos nobles castellanos, y en el testamento que su padre otorgó el 29 de octubre de 1385, poco después de la muerte de su hijo, dispuso que si el cadáver de este aparecía, fuera trasladado a la capilla de los Mártires San Medel y San Celedón de la catedral de Calahorra, donde serían enterrados él mismo y numerosos familiares suyos. Y su padre fundó también dos capellanías en nombre de su hijo Juan y dispuso que se sostuvieran con las rentas que el señor de los Cameros percibía en su villa de Allo, aunque también ordenó que si su hijo Juan había otorgado un testamento antes de morir en Aljubarrota deberían cumplirse sus cláusulas, y que en caso contrario deberían fundarse esas dos capellanías.

## Matrimonio y descendencia
Contrajo matrimonio con Teresa Manrique de Lara, hija de Garci II Fernández Manrique de Lara, señor de Amusco y adelantado mayor de Castilla, y de su segunda esposa Teresa Vázquez de Toledo. Y fruto de su matrimonio nacieron tres hijos:
- Carlos Ramírez de Arellano (m. 1412). Fue señor de los Cameros y de otros muchos lugares,[26] y también alférez mayor del pendón de la Divisa del rey y alférez mayor del infante Fernando el de Antequera, que posteriormente llegaría a reinar en Aragón como Fernando I.[27] Y contrajo matrimonio con Constanza Sarmiento, que fue señora de Berganzo, Villaumbroso y Villatoquite y era hija del mariscal de Castilla Diego Gómez Sarmiento y de Leonor Enríquez de Castilla y bisnieta de Alfonso XI de Castilla.[28]
- Juan Ramírez de Arellano (m. antes de 1400). Fue señor de las villas de Dicastillo, Arellano, Allo, Subiza, Lerín, Lodosa, Ausejo, Alcanadre, Murillo,Nalda y Carbonera, y su abuelo paterno creó un mayorazgo para él en 1385.[29] Sin embargo, hay constancia de que ya había fallecido en 1400, porque en el testamento que su madre, Teresa Manrique, otorgó en ese año, no fue mencionado,[29] y González Crespo, basándose en Salazar y Castro, señaló que tras su muerte sus posesiones volvieron a formar parte, tal y como había dispuesto su abuelo, del patrimonio de los señores de los Cameros.[30]
- Leonor de Arellano (m. después de 1400). Contrajo matrimonio con el ricohombre Juan Hurtado de Mendoza, que fue señor de Morón, Gormaz, Nanclares y Mendívil, y también mayordomo mayor del rey Juan II de Castilla y prestamero mayor de Vizcaya.[31] Y su esposo era hijo de Juan Hurtado de Mendoza el Limpio, que fue señor de Morón, Almazán y Gormaz y alférez y mayordomo mayor del rey, y de María Téllez, que fue señora de Olmeda de la Cuesta y era hija del conde Tello de Castilla y nieta del rey Alfonso XI de Castilla.[29] Y las capitulaciones matrimoniales entre Leonor de Arellano y su futuro esposo se firmaron en la villa de Fresno el 24 de agosto de 1396, y hay constancia de que en 1400 ya se había celebrado el matrimonio, ya que así consta en el testamento de Teresa Manrique, la madre de Leonor, que designó a esta última como albacea testamentaria.[29] Y Salazar y Castro señaló que Leonor de Arellano debió fallecer poco después,[29] porque hacia el año 1406, según Salazar y Acha,[31] su esposo contrajo matrimonio con Mencía de Mendoza, que era condesa viuda de Medinaceli por su matrimonio con Gastón de Bearne y era hija de Pedro González de Mendoza, señor de Hita y Buitrago, y de Aldonza de Ayala.[31]